# NGC 4026
NGC 4026 este o galaxie lenticulară situată în constelația Ursa Mare. A fost descoperită în 12 aprilie 1789 de către William Herschel. Se află la o distanță de 14,66 megaparseci de Pământ.